# Ferdinand Piëch
Ferdinand Karl Piëch /'fɛrdinant karl 'piɛç/ (Viena, 17 de abril de 1937-Rosenheim, Baviera, 25 de agosto de 2019) fue un ingeniero, magnate y empresario austriaco ligado al mundo de la automoción, así como un importante accionista del Porsche Automobil Holding SE.
Nieto de Ferdinand Porsche, Piëch comenzó su carrera en Porsche, para luego fichar por Audi. Bajo su etapa al frente de la firma bávara, Audi creció hasta convertirse en competidor de las marcas premium BMW y Mercedes-Benz. Esta evolución se sustentó en vehículos innovadores como el Quattro o el 100. En 1993, Piëch se convirtió en consejero delegado y presidente del consejo de administración del Grupo Volkswagen (VAG). Bajo sus órdenes, VAG se convirtió en el gran conglomerado que es en la actualidad; supervisó la compra de Lamborghini y Bentley, así como la fundación de Bugatti, firmas que se unieron a Volkswagen, Škoda, SEAT y Audi en una estructura jerárquica de posicionamiento comercial similar a la empleada por Alfred Sloan en General Motors. Piëch se jubiló a los 65 años, de acuerdo con las políticas internas de empresa de VAG, pasando a presidir el consejo de supervisión de la marca, desde donde siguió siendo partícipe de las decisiones estratégicas de la compañía hasta su dimisión en abril de 2015. 
Con formación de ingeniero, Piëch influyó en el desarrollo de numerosos vehículos importantes, como el Audi Quattro, el Volkswagen New Beetle, el Audi R8, el Lamborghini Gallardo, el Volkswagen Phaeton y el Bugatti Veyron, a fecha de 2013 vehículo de calle más potente, rápido y caro nunca construido.

## Biografía

### Juventud
Ferdinand Piëch nació en Viena el 17 de abril de 1937. Es el tercero de los cuatro hijos de Louise y Anton Piëch. Louise Piëch (de soltera Louise Porsche) era la hija de Ferdinand Porsche (1875-1951), fundador de la marca homónima y diseñador en 1933 del KdF-Wagen, el futuro Volkswagen Sedán. Anton Piëch era un abogado vienés que durante la Segunda Guerra Mundial fue gerente de la fábrica de Volkswagen en Wolfsburgo.
El hermano mayor, Ernst Piëch (1929), era yerno del primer director general de Volkswagen, Heinrich Nordhoff. La hermana, Louise Daxer-Piëch (1932-2006), fue directiva de la empresa importadora de VW/Porsche (hoy Porsche Holding) en Austria. El hermano menor, Hans-Michel Piëch (1942) es abogado en Viena.
Ferdinand Piëch fue a la escuela en Zell am See y Salzburgo. Entre 1952 y 1958 estudió en el internado helvético Lyceum Alpinum Zuoz, en Engadina, cerca de St. Moritz, en el cantón de los Grisones. Se graduó en 1962 en la Escuela Politécnica Federal de Zúrich en Maschinenbau (Ingeniería Mecánica), con especialidad en turbinas de gas y vapor. Su proyecto de fin de carrera versó sobre el desarrollo de un motor de Fórmula 1. 
Comenzó su carrera laboral en Porsche KG (Stuttgart-Zuffenhausen) en 1963, año de la creación del exitoso 911, de la mano de su tío Ferry Porsche. Sus primeras actividades estuvieron relacionadas con ensayos de motores. A partir de 1968 lideró el Departamento de Desarrollo, y en 1971 fue nombrado gerente de I+D. A principios de 1972, los Porsche-Piëch refundaron Porsche KG como Dr.-Ing. h. c. F. Porsche AG, y llegaron a un acuerdo en virtud del cual ningún miembro de la familia ostentaría un cargo en la directiva de la marca. Ferdinand Piëch abandona entonces Porsche y funda su propia empresa de ingeniería, la cual desarrolla por encargo de Daimler-Benz un bloque diésel de cinco cilindros en línea, el OM 617, que la marca de la estrella montaría a partir de 1974 en su Mercedes 240 D 3.0 (W115).

### Audi NSU Auto Union
En agosto de 1972 Piëch fichó por Audi NSU Auto Union AG, filial del Grupo Volkswagen, y se trasladó a Ingolstadt, Baviera, para ejercer como jefe de departamento. En 1975 obtuvo un asiento en el consejo de administración de la marca, en calidad de delegado de I+D. Por iniciativa suya, Audi NSU sacó al mercado en 1976 su primer automóvil pentacilíndrico gasolina, el Audi 100 5E. En 1977 inició el desarrollo de un coche de tracción total para el World Rally Championship del que a la postre terminaría surgiendo el Audi Quattro.
En 1983 obtuvo el puesto de vicedirector ejecutivo de Audi NSU, y a partir del 1 de enero de 1988 el de director ejecutivo. Bajo su mandato, la firma de Ingolstadt, que en 1985 había cambiado su nombre por Audi AG, consiguió labrarse una nueva imagen de marca. Algunos hitos clave para la marca durante estos años fueron el uso en la serie de carrocerías de aluminio, la tracción total permanente quattro (1980) y el motor TDI con inyección directa (1989).

### Grupo Volkswagen

#### Recuperación económica
El 1 de enero de 1993 sucedió a Carl Hahn como consejero delegado y presidente del consejo de administración del Grupo Volkswagen. El consejo de vigilancia del consorcio se decide por Piëch en lugar del máximo dirigente de la marca Volkswagen, Daniel Goeudevert. En aquellos momentos VAG se hallaba al borde de la bancarrota, llegando a cerrar el año 1993 con unas pérdidas de 1940 millones de marcos.
Una de las primeras medidas de Piëch para reflotar VAG fue contratar al ingeniero vizcaíno José Ignacio López de Arriortúa, vicepresidente ejecutivo de compras de General Motors, y a siete de sus colaboradores, entre los que estaban José Manuel Gutiérrez, Francisco Javier García Sanz, Rosario Piazza y Jorge Álvarez. Piëch confió a López de Arriortúa la "Optimización de la Producción y Suministros". El ejecutivo zornotzarra no tardó en provocar en Wolfsburgo el conocido como "efecto López": sus temidas visitas a fábrica y sus implacables negociaciones con los proveedores le valieron el sobrenombre “el estrangulador de Wolfsburgo”. Durante esta etapa comienza a ponerse en marcha la estrategia de reutilización de plataformas en modelos de distintas marcas, filosofía que VAG sigue utilizando en la actualidad.
Los primeros años de Piëch fueron una época convulsa para VAG. General Motors presentó una demanda por revelación de información confidencial y espionaje industrial contra López de Arriortúa y sus hombres. La Fiscalía de Darmstadt investigó a VAG por malversación y competencia desleal, aunque terminaría sobreseyendo el proceso por "falta de interés público". Además, paralelamente, Piëch se vio envuelto en otra demanda de GM sustentada legalmente en una ley federal estadounidense conocida como RICO-Acts, originalmente promulgada para luchar contra el crimen organizado. Los dos procesos judiciales con GM se cerrarían en 1996 con un acuerdo alcanzado gracias a la intermediación de Helmut Kohl y Bill Clinton, según el cual VAG indemnizaba económicamente a GM (100 millones de dólares, más otros 1000 millones en piezas compradas a GM) y cesaba a López de Arriortúa.
Gracias a la reestructuración del consorcio y a medidas de racionalización económica para la reducción de costes, Piëch consiguió devolver a VAG a la zona de beneficios, si bien fue a costa de la aparición de problemas de calidad en algunos de los nuevos modelos.

#### Marcas del consorcio
Durante el mandato de Piëch, las distintas marcas de VAG se enfrentaron a situaciones muy diversas. La española SEAT estaba en números rojos desde su incorporación al grupo alemán en 1986. Piëch emprendió profundas reformas en la dirección. La checa Škoda, adquirida en 1991, consiguió doblar en menos de diez años su producción. Audi amplió su gama de modelos (A2, A3, A4, A6, A8, TT) y se consolidó como alternativa premium a BMW y Mercedes-Benz. En el negocio de los vehículos comerciales, el grupo compró el 34% de Scania AB.
En 1998 Piëch apostó por introducir a VAG en el segmento de los coches de lujo comprando Lamborghini y Rolls-Royce Motors, división de automoción del fabricante de motores para aviones Rolls-Royce plc que fabricaba vehículos bajo los logos de Bentley y Rolls-Royce. Los derechos sobre el nombre y el logotipo RR seguían siendo propiedad de Rolls-Royce plc, quien decidió venderle la licencia a BMW. Tras un periodo de colaboración forzosa de cuatro años, durante los cuales VAG fabricó Rolls-Royces en la planta de Crewe (Cheshire, Inglaterra) con motores de BMW, VAG se quedó con Bentley y la propia factoría. Por su parte, BMW, que desde el 1 de enero de 2003 es la única que puede vender vehículos de la marca Rolls-Royce, tuvo que construir una planta en Goodwood. Piëch aseguró que realmente Bentley era el objetivo de toda la operación, pero en su momento la pérdida de Rolls fue considerada como un fracaso del consorcio de Wolfsburgo. Ese mismo año, el grupo VAG también refundó Bugatti y comenzó el desarrollo del Volkswagen Phaeton, berlina de lujo que comenzaría a producirse en 2002 en la Gläserne Manufaktur de Dresde.
El siguiente objetivo de Piëch fue revitalizar la marca Volkswagen en los mercados norteamericanos. Los esfuerzos previos de Hahn de aumentar la cuota de mercado en Estados Unidos y Canadá no tuvieron éxito. Piëch ayudó a dar la vuelta a esta situación, gracias en gran medida a la decisión de fabricar el Volkswagen New Beetle, cuya introducción en 1998 dio un gran impulso a la marca en Estados Unidos.

#### Consejo de vigilancia
Piëch fue sustituido al frente del consejo de administración en 2002 por Bernd Pischetsrieder, manteniendo no obstante cierto poder de decisión en calidad del presidente del consejo supervisor. Sus desavenencias con Pischetsrieder influirían en la posterior sustitución de este por Martin Winterkorn en 2007. En 2015, Ferdinand Piëch y su mujer Ursula renunciaron a sus asientos en el consejo de vigilancia tras un sonado enfrentamiento público con el propio Winterkorn. Winterkorn dimitiría apenas cinco meses más tarde debido al escándalo de emisiones contaminantes de vehículos Volkswagen de septiembre de 2015.
En 2000 fue nombrado presidente del consejo de administración de Scania AB. Desde 2007 está en el consejo de vigilancia de MAN SE.

## Vida privada
Piëch tuvo doce hijos con cuatro mujeres diferentes. En el momento de su fallecimiento estaba casado con Ursula "Uschi" Piëch, educadora infantil de profesión, y desde abril de 2013 miembro del consejo de vigilancia del grupo VAG. Piëch era disléxico, ateo, y poseedor de una vasta colección de vehículos que incluye dos Bugatti Veyron que solían conducir tanto él como su esposa. Ejecutivo frío, cortante y de pocas palabras, Piëch era conocido por su facilidad para despedir subordinados; especialmente notorios fueron los ceses de los antiguos CEO de Volkswagen y Porsche, Bernd Pischetsrieder y Wendelin Wiedeking.
Su viuda está sujeta a una "cláusula de celibato". Sólo puede quedarse con la fortuna heredada de su marido si renuncia a volver a casarse.